# Copa México 1964/65
Die Copa México 1964/65 war die 23. Austragung des Fußball-Pokalwettbewerbs seit Einführung des Profifußballs in Mexiko. Teilnahmeberechtigt waren die 16 Mannschaften, die in der Saison 1964/65 in der höchsten Spielklasse vertreten waren. Der Club América konnte seinen in der Vorsaison gewonnenen Titel erfolgreich verteidigen.

## Modus
Das Turnier wurde in der Vorrunde mit vier Gruppen ausgetragen, die aus jeweils vier Mannschaften bestanden. Die jeweiligen Sieger qualifizierten sich für das im K.-o.-System ausgetragene Halbfinale. Dieses wurde in Hin- und Rückspielen mit je einem Heimrecht der beiden Kontrahenten ausgetragen, während für das im Estadio Olímpico Universitario von Mexiko-Stadt ausgetragene Finale nur eine Begegnung angesetzt war.

## Vorrunde
Die Begegnungen der Vorrunde wurden zwischen dem 7. Januar und 14. Februar 1965 ausgetragen. Die nachfolgende Bezeichnung der Gruppen (mit 1, 2, 3 und 4) erfolgt nur der besseren Übersicht wegen, aber ansonsten rein willkürlich, da die genaue Bezeichnung der Gruppen nicht überliefert ist. Die Sortierung berücksichtigt jedoch, dass die qualifizierten Gruppensieger aus den jeweils benachbarten Gruppen (1 und 2 einerseits sowie 3 und 4 andererseits) im Halbfinale gegeneinander antreten mussten.

### Gruppe 1

#### Kreuztabelle
| Gruppe 1  | CAZ | NEC | VER | ATE |
| --------- | --- | --- | --- | --- |
| Cruz Azul |     | 1:2 | 2:1 | 3:2 |
| Necaxa    | 0:0 |     | 1:1 | 0:2 |
| Veracruz  | 1:1 | 3:0 |     | 1:1 |
| Atlante   | 0:1 | 0:3 | 1:0 |     |

#### Tabelle
| Pl. | Verein       | Sp. | S | U | N | Tore    | Diff. | Punkte |
| --- | ------------ | --- | - | - | - | ------- | ----- | ------ |
| 1.  | CD Cruz Azul | 6   | 3 | 2 | 1 | 008:600 | +2    | 08:40  |
| 2.  | Necaxa       | 6   | 2 | 2 | 2 | 006:700 | −1    | 06:60  |
| 3.  | CD Veracruz  | 6   | 1 | 3 | 2 | 007:600 | +1    | 05:70  |
| 4.  | Atlante      | 6   | 2 | 1 | 3 | 006:800 | −2    | 05:70  |

### Gruppe 2

#### Kreuztabelle
| Gruppe 2  | AME | UNM | TOL | ZAC |
| --------- | --- | --- | --- | --- |
| América   |     | 2:3 | 2:0 | 1:0 |
| U.N.A.M.  | 2:2 |     | 0:1 | 3:2 |
| Toluca    | 0:0 | 1:2 |     | 2:1 |
| Zacatepec | 2:2 | 2:0 | 0:0 |     |

#### Tabelle
| Pl. | Verein           | Sp. | S | U | N | Tore    | Diff. | Punkte |
| --- | ---------------- | --- | - | - | - | ------- | ----- | ------ |
| 1.  | Club América     | 6   | 2 | 3 | 1 | 009:700 | +2    | 07:50  |
| 2.  | U.N.A.M.         | 6   | 3 | 1 | 2 | 010:100 | ±0    | 07:50  |
| 3.  | Deportivo Toluca | 6   | 2 | 2 | 2 | 004:500 | −1    | 06:60  |
| 4.  | CD Zacatepec     | 6   | 1 | 2 | 3 | 007:800 | −1    | 04:80  |

### Gruppe 3

#### Kreuztabelle
| Gruppe 3    | GDL | ATS | MTY | LEO |
| ----------- | --- | --- | --- | --- |
| Guadalajara |     | 2:1 | 1:3 | 2:0 |
| Atlas       | 5:1 |     | 0:0 | 0:1 |
| Monterrey   | 0:2 | 0:1 |     | 1:1 |
| León        | 3:3 | 1:1 | 1:3 |     |

#### Tabelle
| Pl. | Verein         | Sp. | S | U | N | Tore    | Diff. | Punkte |
| --- | -------------- | --- | - | - | - | ------- | ----- | ------ |
| 1.  | CD Guadalajara | 6   | 3 | 1 | 2 | 011:120 | −1    | 07:50  |
| 2.  | CF Atlas       | 6   | 2 | 2 | 2 | 008:500 | +3    | 06:60  |
| 3.  | CF Monterrey   | 6   | 2 | 2 | 2 | 007:600 | +1    | 06:60  |
| 4.  | Club León      | 6   | 1 | 3 | 2 | 007:100 | −3    | 05:70  |

### Gruppe 4

#### Kreuztabelle
| Gruppe 4 | MOR | IRA | NAC | ORO |
| -------- | --- | --- | --- | --- |
| Morelia  |     | 4:2 | 3:1 | 1:0 |
| Irapuato | 2:1 |     | 2:0 | 2:2 |
| Nacional | 1:2 | 3:1 |     | 1:2 |
| Oro      | 2:2 | 2:3 | 1:4 |     |

#### Tabelle
| Pl. | Verein           | Sp. | S | U | N | Tore    | Diff. | Punkte |
| --- | ---------------- | --- | - | - | - | ------- | ----- | ------ |
| 1.  | Atlético Morelia | 6   | 4 | 1 | 1 | 013:800 | +5    | 09:30  |
| 2.  | CD Irapuato      | 6   | 3 | 1 | 2 | 012:120 | ±0    | 07:50  |
| 3.  | CD Nacional      | 6   | 2 | 0 | 4 | 010:110 | −1    | 04:80  |
| 4.  | CD Oro           | 6   | 1 | 2 | 3 | 009:130 | −4    | 04:80  |

## Halbfinale
Die Hinspiele des Halbfinals wurden am 21./24. Februar und die Rückspiele am 28. Februar 1965 ausgetragen.
|                | Gesamt |                  | Hinspiel | Rückspiel |
| -------------- | ------ | ---------------- | -------- | --------- |
| CD Cruz Azul   | 2:3    | Club América     | 0:1      | 2:2 n. V. |
| CD Guadalajara | 1:2    | Atlético Morelia | 0:0      | 1:2       |

## Finale
Das Finale wurde am 7. März 1965 ausgetragen.
|              | Ergebnis |                  |
| ------------ | -------- | ---------------- |
| Club América | 4:0      | Atlético Morelia |

Mit der folgenden Mannschaft gewann der Club América den Pokalwettbewerb der Saison 1964/65:
Ataúlfo Sánchez – Severo de Sales, Alfonso Portugal, Juan Bosco, Fernando Cuenca – Antonio Jasso, Federico Ortiz Maldonado, Víctor Mendoza – Arlindo Dos Santos, Vavá, Javier Fragoso; Trainer: Alejandro Scopelli.